# Skatt Bros.
Gli Skatt Bros., anche conosciuti come Skatt Brothers, sono stati un gruppo musicale statunitense. La loro fusione di disco music e rock ha spinto Chuck Eddy  a definirli la «risposta metal-disco ai Village People.»

## Storia del gruppo
Gli Skatt Bros. nacquero a Los Angeles nel 1979. Il loro fondatore fu Sean Delaney, noto per aver collaborato con i Kiss. Tra i loro membri figurava anche Peter Sweval, ex membro dei Starz, dei quali Delaney fu mentore. Dopo essersi inseriti nel roster della Casablanca Records da Neil Bogart, pubblicarono, nel 1979, il loro primo album Strange Spirits, che si inserì nelle posizioni basse della classifica australiana. Dal disco vennero estratti i singoli Life at the Outpost, entrato alla tredicesima posizione della classifica australiana e Walk the Night, inseritosi alla nona posizione di quella statunitense dei singoli disco/dance. Quest'ultimo viene ancora oggi considerato un brano di culto e, secondo le parole di Bill Brewster e Frank Broughton, sembra «la Glitter Band sotto effetto di polvere d'angelo». Walk the Night tornerà in auge nel 2022 dopo essere stata usata nella famosa scena del ballo della bambola Megan del film horror omonimo. Il secondo e ultimo album degli Skatt Bros., Rico and the Ravens venne pubblicato nel 1981 per la Polygram.

## Formazione

### Ultima formazione
- Sean Delaney – tastiere
- Pieter Sweval – basso
- Richard Martin-Ross – chitarra
- Richie Fontana – batteria, chitarra
- Danny Brant – chitarra

### Ex membri
- David Andez – chitarra
- Craig Krampf – batteria

## Discografia

### Album in studio
- 1979 – Strange Spirits
- 1981 – Rico and the Ravens

### Singoli
- 1979 – Life at the Outpost
- 1980 – Walk the Night
- 1980 – Dancin' for the Man
- 1981 – Rain
- 1981 – Oh, Those Girls